# كامارينس سور
كامارينس سور هي مقاطعة في الفلبين، تتبع Bicol Region ‏، بلغ عدد سكانها 1٬822٬371 نسمة، في 2010، عاصمتها بيلي، تبلغ مساحتها 5٬497٫03 كيلومتر مربع، رمزها البريدي هو 4400–4436.

## السياحة
تُعد المقاطع وجهة سياحية مميزة تجمع بين الطبيعة الخلابة والأنشطة الترفيهية، تشتهر المقاطعة ببحيراتها المتعددة، أبرزها بحيرة باو وبحيرة بوهي وبحيرة باتو، التي تُستخدم للصيد والزراعة والرحلات السياحية، كما تضم المقاطعة شواطئ جميلة وأنهار، إلى جانب الغابات والمناطق الجبلية التي توفر فرصاً للمشي واستكشاف الطبيعة، مما يجعلها مقصدًا مناسبًا للسياح الباحثين عن الهدوء والطبيعة في آن واحد.

## الموقع
تشترك في الحدود مع:
- كزون
- كاتاندوانه
- ماسبات.

## التقسيمات الإدارية
- Baao [الإنجليزية]‏
- Balatan [الإنجليزية]‏
- Bato, Camarines Sur [الإنجليزية]‏
- Bombon, Camarines Sur [الإنجليزية]‏
- Buhi, Camarines Sur [الإنجليزية]‏
- Bula, Camarines Sur [الإنجليزية]‏
- Cabusao [الإنجليزية]‏
- Calabanga [الإنجليزية]‏
- Camaligan [الإنجليزية]‏
- Canaman [الإنجليزية]‏
- Caramoan [الإنجليزية]‏
- Del Gallego [الإنجليزية]‏
- Gainza [الإنجليزية]‏
- Garchitorena [الإنجليزية]‏
- Goa, Camarines Sur [الإنجليزية]‏
- إيريجا
- Lagonoy [الإنجليزية]‏
- Libmanan [الإنجليزية]‏
- Lupi, Camarines Sur [الإنجليزية]‏
- Magarao [الإنجليزية]‏
- Milaor [الإنجليزية]‏
- Minalabac [الإنجليزية]‏
- Nabua [الإنجليزية]‏
- ناغا
- Ocampo, Camarines Sur [الإنجليزية]‏
- Pamplona, Camarines Sur [الإنجليزية]‏
- Pasacao [الإنجليزية]‏
- Pili, Camarines Sur [الإنجليزية]‏
- Presentacion [الإنجليزية]‏
- Ragay [الإنجليزية]‏
- Sagñay [الإنجليزية]‏
- San Fernando, Camarines Sur [الإنجليزية]‏
- San Jose, Camarines Sur [الإنجليزية]‏
- Sipocot [الإنجليزية]‏
- Siruma [الإنجليزية]‏
- Tigaon, Camarines Sur [الإنجليزية]‏
- Tinambac [الإنجليزية]‏.